# Marcel Cormier
Marcel Cormier, né vers 1889, est un athlète français du début du XXe siècle.

## Biographie
En 1910, il devient champion de France du saut en hauteur sans élan avec un saut à 1,47 m. Il termine également 6e du concours de lancer du disque.
Il s'était illustré quelques semaines plus tôt lors de son championnat régional, le championnat de l'Atlantique, organisé en prélude aux championnats de France par l'USFSA durant lesquels il avait emporté trois titres (saut en hauteur sans élan avec 1,45 m, saut en longueur sans élan avec 3,07 m et lancer du disque avec 31,15 m) et une deuxième place (lancer du poids avec 9,20 m).
En 1911, à 22 ans, il mesure 1,82 m pour 80 kg, a un tour de poitrine de 109 cm, de ceinture de 70 cm, un tour de bras droit de 38,5 cm (gauche : 37,5 cm). Son tour de cou est de 39 cm et son tour de cuisse de 60 cm. Il s'entraine en vue des championnats de France sous les conseils d'Henri Royer, Président du Royan Sporting Club, qui applique la méthode diffusée par la revue La Culture physique, fondée principalement sur le culturisme. Ainsi, il arrache 65 kg du bras droit et développe correctement 35 kg aux haltères. À l'entrainement, il passe d'après son entraineur des barres de 1,60 m au saut en hauteur sans élan et saute 3,20 m en longueur.
Sans qu'on en connaisse la raison, il ne participera finalement pas aux championnats de France 1911 ni à aucune autre compétition par la suite.

## Palmarès
| Date         | Compétition           | Lieu  | Résultat      | Épreuve                   | Performance |
| ------------ | --------------------- | ----- | ------------- | ------------------------- | ----------- |
| 26 juin 1910 | Championnat de France | Paris | Médaille d'or | Saut en hauteur sans élan | 1,47 m      |

| Date        | Compétition                 | Lieu    | Résultat          | Épreuve                    | Performance |
| ----------- | --------------------------- | ------- | ----------------- | -------------------------- | ----------- |
| 5 juin 1910 | Championnat de l'Atlantique | Saintes | Médaille d'or     | Lancer du disque           | 31,15 m     |
| 5 juin 1910 | Championnat de l'Atlantique | Saintes | Médaille d'argent | Lancer du poids            | 9,20 m      |
| 5 juin 1910 | Championnat de l'Atlantique | Saintes | Médaille d'or     | Saut en hauteur sans élan  | 1,45 m      |
| 5 juin 1910 | Championnat de l'Atlantique | Saintes | Médaille d'or     | Saut en longueur sans élan | 3,07 m      |

## Records
| Épreuve                    | Performance               | Lieu    | Date         |
| -------------------------- | ------------------------- | ------- | ------------ |
| Lancer du disque           | 32,81 m - Record régional | Saintes | 5 juin 1910  |
| Lancer du poids            | 9,20 m                    | Saintes | 5 juin 1910  |
| Saut en hauteur sans élan  | 1,47 m                    | Paris   | 26 juin 1910 |
| Saut en longueur sans élan | 3,07 m                    | Saintes | 5 juin 1910  |